# Mone Chiba
Mone Chiba (en japonés: 千葉百音, Chiba Mone; Sendai, 1 de mayo de 2005) es una deportista japonesa que compite en patinaje artístico, en la modalidad individual.
Ganó una medalla de bronce en el Campeonato Mundial de Patinaje Artístico sobre Hielo de 2025 y dos medallas en el Campeonato de los Cuatro Continentes de Patinaje Artístico sobre Hielo, en los años 2023 y 2024.
Obtuvo el primer lugar en la Coupe du Printemps (2023) y el tercero en el Egna Spring Trophy (2022).

## Palmarés internacional
| Campeonato Mundial                   | Campeonato Mundial                | Campeonato Mundial | Campeonato Mundial |
| Año                                  | Lugar                             | Medalla            | Categoría          |
| ------------------------------------ | --------------------------------- | ------------------ | ------------------ |
| 2025                                 | Boston (Estados Unidos)           | Medalla de bronce  | Individual         |
| Campeonato de los Cuatro Continentes |                                   |                    |                    |
| Año                                  | Lugar                             | Medalla            | Categoría          |
| 2023                                 | Colorado Springs (Estados Unidos) | Medalla de bronce  | Individual         |
| 2024                                 | Shanghái (China)                  | Medalla de oro     | Individual         |